# Нижегородски метрополитен
Нижегородският метрополитен е метро в град Нижни Новгород в Русия.

## Строителство
През октомври 1973 г. започва проектирането от Московския институт „Метрогипротранс“, а самото строителство започва на 17 декември 1977 г. с изграждането на станция „Ленинская“. През септември 1978 г. започва и прокопаването на тунелите.
Тунелите се изграждат по експериментален начин: с монолитно прес-бетонно изграждане.
Вследствие на това възникват непредвидени проблеми – от издуване на трамвайните линии на повърхността, до нетрайност на построените участъци: всеки 25 години тунелите, изградени по този начин изискват реконструкция.
Изграден е метро-мост през р. Ока, открит за експлоатация през 2012 г.

## Хронология на изградените участъци
| Участък                              | Дата на откриване   |
| ------------------------------------ | ------------------- |
| „Московската“ – „Пролетарска“        | 28 ноември 1985 г.  |
| „Пролетарската“ – „Комсомолская“     | 8 август 1987 г.    |
| „Комсомолская“ – „Парк на Културата“ | 15 ноември 1989 г.  |
| „Московската" – „Бурнаковска“        | 20 декември 1993 г. |
| „Бурнаковска“ – „Буревестник“        | 9 септември 2002 г. |
| „Московската“ – „Горковская“         | 4 ноември 2012 г.   |
| „Московската“ – „Стрелка“            | 12 юни 2018 г.      |

## Линии
| # | Наименование на линията | Година на откриване | Дължина | Брой на станциите |
| - | ----------------------- | ------------------- | ------- | ----------------- |
|   | Автозаводска линия      | 1985 г.             | 14,5 km | 11                |
|   | Сормовска линия         | 1993 г.             | 7,1 km  | 5                 |

## Подвижен състав
В метрото на град Нижни Новгород от самото откриване се използват метровлакове от тип 81 – 717/81 – 714. Влаковете се движат в 4-вагонни композиции.
По-голямата част от вагоните са производство на „Вагонмаш“ (Санкт-Петербург), но има и производство на „Метровагонмаш“ (Митищи). Има изградено депо: „Пролетарское“.

## Фотогалерия

### Линия „Автозаводска“
- Станция „Московската“
- Станция „Горковская“
- Станция „Парк на Културата“

### Линия „Сормовска“
- Станция „Буревестник“
- Станция „Канавинска“
- Станция „Стрелка“